# Providence (pel·lícula)
Providence és una pel·lícula d'Alain Resnais del 1977. Ha estat doblada al català.

## Argument
La pel·lícula descriu el procés de la creació literària. Durant una nit d'embriaguesa, una vell malalt barreja els seus fantasmes amb la realitat, amb els membres de la seva pròpia família. Al començament, tot és relativament clar, però després i a mesura que la nit avança, tot esdevé confus. Al matí, els diferents personatges somiats es troben per un dinar d'aniversari.

## Repartiment
- Dirk Bogarde: Claude Langham
- John Gielgud: Clive Langhman
- Ellen Burstyn: Sonia Langhman
- David Warner: Kevin Woodford
- Denis Lawson: Dave Woodford
- Elaine Stritch: Molly Langham / Helen Wiener
- Samson Fainsilber: El vell del bosc
- Tanya Lopert: Miss Lister, la secretària
- Kathryn Leigh Scott: Miss Boon
- Cyril Luckham: Doctor Mark Edington
- Milo Sperber: Mr Jenner
- Peter Arne: Nils
- Anna Wing: Karen

## Premis
- César a la millor pel·lícula
- César al millor director per [Alain Resnais
- César al millor guió original o adaptació escrit per David Mercer
- César a la millor música original per Miklós Rózsa
- César al millor decorat per Jacques Saulnier
- César al millor so per Jacques Maumont
- César al millor muntatge per Albert Jurgenson
- Premi Méliès el 1977

## Comentaris
Alain Resnais juga a la vegada amb el terme providència i amb la ciutat americana Providence, lloc de naixement de Lovecraft, autor del gènere fantàstic que inspira aquí en part la seva reflexió. A través d'un autor vell i malalt que imagina una història a partir de la seva pròpia família, Resnais mostra les proves i les retocs d'un procés de creació.
Un altre tema de la pel·lícula és una il·lustració crítica i lúdica de la psicoanàlisi, a través de la seva representació en directe i l'evocació de les frustracions dels personatges, com també el de l'espectador. Més generalment, la memòria, la seva manera de reconstruir i de deformar les experiències viscudes o fantasmes, són l'aposta indirecta però omnipresent de Providence.
Les escenes en decoracions naturals de ciutats han estar rodades a Bèlgica, a Brussel·les i Anvers.